# 9 Brygada Artylerii (II RP)
9 Brygada Artylerii (9 BA) – brygada artylerii Wojska Polskiego II RP.
Brygada była organiczną jednostką artylerii 9 Dywizji Piechoty. Dowództwo brygady powstało na  bazie sztabów 9 pap i 9 pac. Dowództwo brygady na front poleski wyruszyło 27 stycznia 1920. We wrześniu 1920 II/9 pap (5 i 6 baterie) walczył w bitwie nad Niemnem w składzie 1 DP Leg.

## Formowanie brygady
Formowanie dowództwa 9 Brygady Artylerii zapoczątkowano w Dęblinie, a ukończono w Białej Podlaskiej. Dowództwo brygady objął pułkownik Józef Świętorzecki. Oficerami sztabu byli: porucznik Jan Drejman i podporucznik Stanisław Pochopień. Dowództwo brygady wraz z dowództwem 9 pułku artylerii polowej wyruszyło na front 27 stycznia 1920 i przybyło do Łunińca, wchodząc w skład Grupy Poleskiej.

## Dowódcy brygady
- płk Edward Malewicz[2] (10 II - 10 V 1919)
- płk Józef Świętorzecki

## Organizacja 9 BA
- dowództwo 9 Brygady Artylerii
- 9 pułk artylerii polowej[a]
- I dywizjon 9 pułku artylerii ciężkiej w składzie 3 baterii

Brygada wyposażona została w działa produkcji francuskiej. Baterie 9 pap uzbrojone były w 75 mm armaty wz. 1897, a baterie I/9 pac w 155 mm haubice wz. 1917 i 105 mm armaty wz. 1913.